# Estádio da Luz (1954)
Das Estádio da Luz (deutsch Stadion des Lichts, offizieller Name: Estádio do Sport Lisboa e Benfica) war ein Fußballstadion in der Gemeinde São Domingos de Benfica der portugiesischen Hauptstadt Lissabon. Von 1954 bis 2003 war es die Heimspielstätte des Fußballvereins Benfica Lissabon (portugiesisch Sport Lisboa e Benfica, kurz: SLB) und bot bis zu 125.000 Plätze, was es zum größten Fußballstadion Europas machte. Die Fußballarena wurde 2003 vom neuen Estádio da Luz, welches neben der alten Spielstätte errichtet wurde, ersetzt.

## Geschichte
Bis zum Bau des Estádio da Luz trat Benfica hauptsächlich in gemieteten Spielstätten wie der Terras do Desembargador (1905–1907), dem Campo da Feiteira (1907–1911), dem Campo de Sete Rios (1913–1917) und dem Campo de Benfica (1917–1926) an. 1925 kaufte der Club ein Gelände auf dem das Estádio das Amoreiras mit 20.000 Plätzen errichtet wurde. Von 1925 bis 1940 nutzte es der Verein, bis es für den Bau einer Autobahn abgerissen wurde. Danach zog Benfica in das Estádio do Campo Grande (1941–1954), welches zuvor die Heimat des Stadtrivalen Sporting Lissabon war.
Der Vereinspräsident Joaquim Ferreira Bogalho beauftragte den Architekten João Simões (1908–1993), ehemaliger Spieler von Benfica, ein neues Stadion zu entwerfen. Simões passte den Entwurf den damals begrenzten finanziellen Mitteln an. Ein einfaches, doppelstöckiges Stadionrund ohne Überdachung mit der Möglichkeit zum Ausbau, wenn es die Vereinsfinanzen erlaubten. Im Übrigen wurde die Errichtung durch gespendete Zementsäcke von Benfica-Fans und freiwilliger Arbeit unterstützt. Der Bau begann am 5. November 1952 und kostete 12.037.683 Mio. Esc. Am 1. Dezember 1954 wurde das Estádio da Luz mit dem Spiel Benfica Lissabon gegen den Rivalen FC Porto eingeweiht. Mit einem 3:1-Sieg rächte sich Porto für die 3:8-Niederlage bei der Eröffnung des Estádio das Antas im Mai 1952. Eine Woche später, am 8. Dezember, war Real Madrid zu einem Freundschaftsspiel zu Gast. Die Madrilenen siegten mit Kapitän Alfredo Di Stéfano 2:0 in der Kathedrale.
Die Betonschüssel bot anfänglich 40.000 Plätze. 1958 erhielt Benficas Heimspielstätte für 4.135.464 Mio. Esc eine Flutlichtanlage. Sie wurde am 9. Juni des Jahres eingeweiht. Vor dem Stadion wurde 1955 ein Adler, das Wappentier des Clubs, aus Granit aufgestellt. 1960 wurde der dritte Rang (Terceiro Anel) auf der Gegenseite fertiggestellt und am 5. Oktober des Jahres eingeweiht. Dieser brachte die Kapazität auf 70.000 Besucher und kostete 15.815.947 Mio. Esc. 1961 stand der SLB nach dem Gewinn des Europapokals der Landesmeister im Finale um den Weltpokal. Das Hinspiel im Estádio da Luz gewann der Heimclub gegen Peñarol Montevideo aus Uruguay mit 1:0. Im Jahr darauf fand das Rückspiel im Weltpokal zwischen Benfica und dem FC Santos aus Brasilien statt. Die Lissaboner unterlagen nach einem 2:3 im Maracanã auch im heimischen Stadion das Rückspiel mit 2:5. Der SL Benfica wollte neben dem Stadion auch das Grundstück besitzen. Nachdem man das Land zunächst für 5000 Esc pro Monat gemietet hatte, kaufte der Verein am 21. Oktober 1969 das Stadiongelände.
Mitte der 1980er Jahre wurde der Terceiro Anel über der Haupttribüne und den Hintertorrängen komplettiert und machte aus dem Stadion eine riesige Schüssel. Die Kosten dafür beliefen sich auf 521.673.020 Mio. Esc. Offiziell verfügte das Estádio da Luz ab 1985 über 125.000 Plätze. 1983 erreichte Benfica das Endspiel des UEFA-Pokals 1982/83. Am 18. Mai 1983 kam es vor 80.000 Fans zum Rückspiel im Lissaboner Stadion. Der Club kam nicht über ein 1:1 gegen den RSC Anderlecht aus Belgien hinaus und konnte die 0:1-Niederlage aus dem Hinspiel nicht wettmachen. Am 4. Januar 1987 füllten 135.000 Zuschauer zum Ligaspiel gegen den FC Porto (3:1) das Stadion und stellten einen Besucherrekord auf.
Das Estádio da Luz war eines von fünf Stadien der Junioren-Fußballweltmeisterschaft 1991. Das Endspiel zwischen Gastgeber und Titelverteidiger Portugal und Brasilien entschied sich am 30. Juni vor 127.000 Zuschauern im Elfmeterschießen mit 4:2 (0:0, 0:0 n. V.) für Portugal. Im Endspiel des Europapokal der Pokalsieger 1991/92 trafen im Estádio da Luz Werder Bremen und der AS Monaco (2:0) aufeinander. In dem weiten Rund verloren sich nur 15.000 bis 16.000 Zuschauer. Für ein Endspiel im Europapokal war es eine unwürdige Kulisse. Die heimischen Fans lockten die Namen der beiden Mannschaften nicht und die Anhänger aus Bremen und Monaco hatten sich auch nur in geringer Zahl auf die Reise gemacht. Die von Werder eingeladenen Ehrengäste wie Bundeskanzler Helmut Kohl, Innenminister Rudolf Seiters oder Bundestrainer Berti Vogts waren auch nicht anwesend. In den 1990er Jahren wurde das Stadion umgebaut und mit Sitzplätzen ausgestattet. Von den einst 125.000 Plätzen blieben ab 1994 insgesamt 78.000 Plätze übrig. Am 12. Oktober 1999 erhielt Portugal den Zuschlag für die Fußball-Europameisterschaft 2004. Es gab Überlegungen das alte Stadion zu renovieren und die Ränge zu überdachen. Am 28. September 2001 beschloss der Club auf einer Generalversammlung den Bau eines neuen Stadions.
Am 22. März 2003 trat der SL Benfica zum letzten Mal in der teilweise schon abgerissenen Kathedrale an. Der Club siegte mit 1:0 durch einen Elfmeter von Simão gegen den CD Santa Clara. Die restlichen Heimpartien der Saison trug man im Estádio Nacional in Oeiras aus. Insgesamt trug der SL Benfica 1075 Partien im Estádio da Luz aus. Davon gewann er 846. Hinzu kamen 167 Unentschieden und 62 Niederlagen. Die Heimmannschaft erzielte 3121 Tore und musste 692 Treffer hinnehmen. Vom 2. März 1969 bis zum 18. Dezember 1973 blieb Benfica zuhause in 91 aufeinanderfolgenden Spielen ohne Niederlage. Neben 80 Siegen gab es 11 Unentschieden. Zwischen dem 1. Dezember 1979 bis zum 22. April 1981 feierte der SLB in der Kathedrale 37 Heimsiege in Serie.

## Galerie

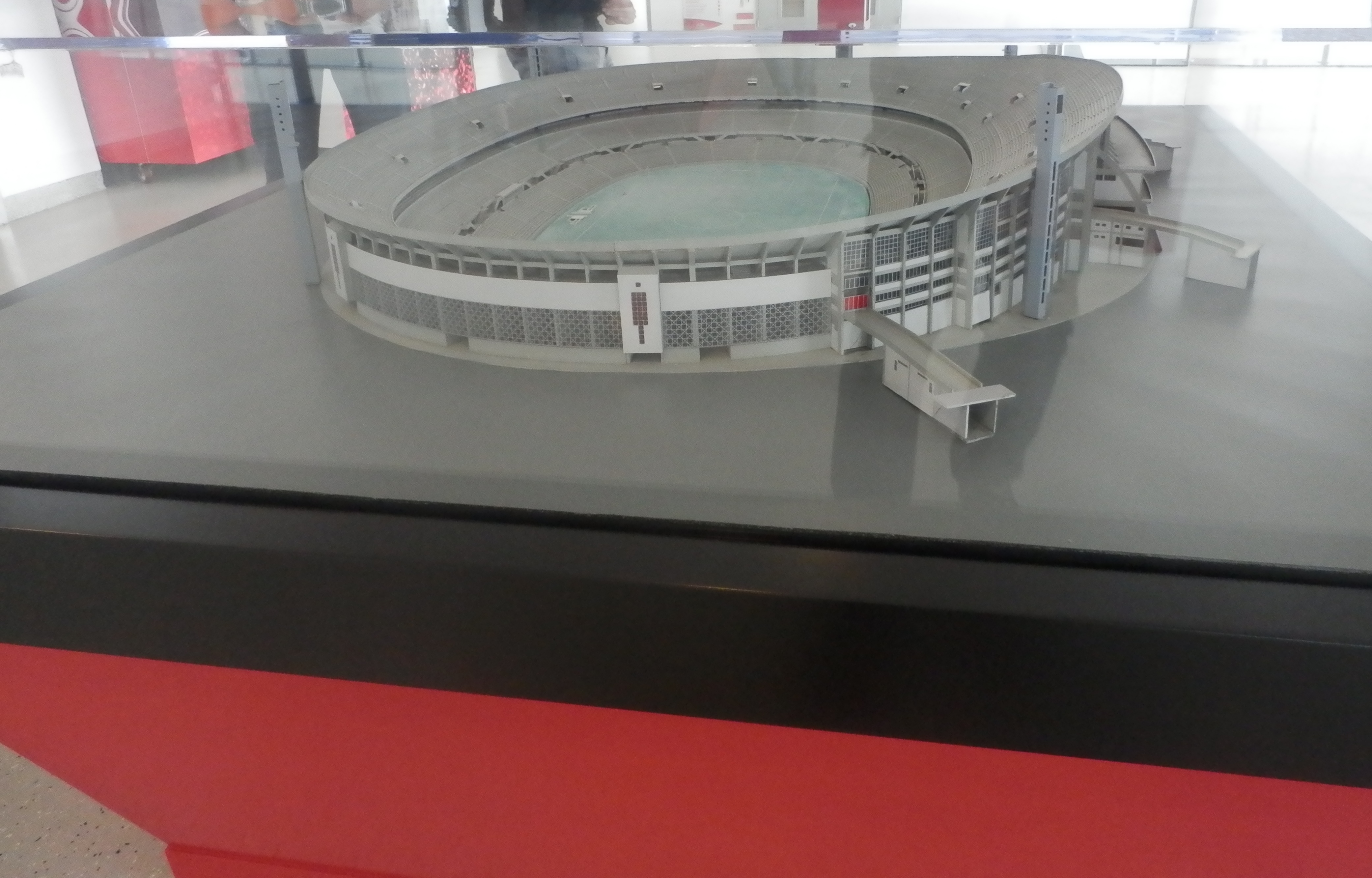
Seitenansicht des Modells (Oktober 2015)
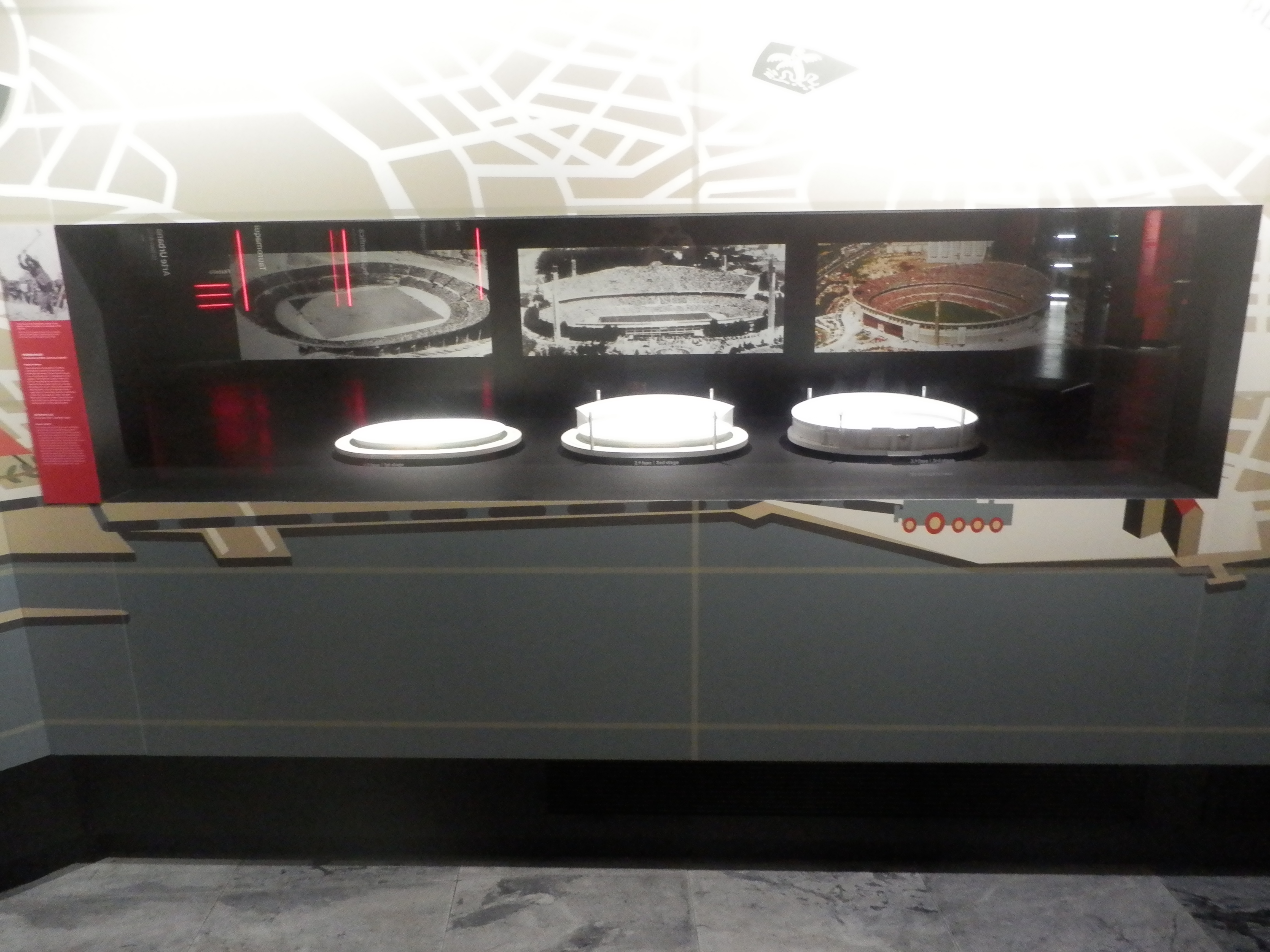
Die drei Phasen des Stadions im Museu Benfica – Cosme Damião (Oktober 2015)